# Le Bourg-l'Abbaye
Le Bourg-l'Abbaye, nommée parfois Le Bourg-l'Abbaye-lez-Pithiviers, est une ancienne commune du département du Loiret, absorbée par Pithiviers, le 22 mai 1823.

## Histoire
Ce bourg se forma près de l’église consacrée à la Vierge et aux apôtres Pierre et Paul. Ce prieuré clunisien s’appelait communément Saint-Pierre du Bourg-l’Abbaye ; son prieur était seigneur féodal de la paroisse. Il fut fondé en 1070 par la famille seigneuriale de Pithiviers, pour se faire pardonner divers péchés, en premier lieu celui de simonie pour Haldéric de Pithiviers, évêque d'Orléans.
En 1763, Jean-Joseph Expilly indique : « BOURG-L'ABBAYE, dans l'Orléanois-Propre , Diocèse & Intendance d'Orléans , Parlement de Paris , Élection de Pithiviers. On y compte 19. feux. Cette Communauté n'est séparée de celle de Pithiviers , que par la rivière d'Œuf. »
En décembre 1790, l'Assemblée nationale vend à la municipalité du Bourg-l'Abbaye des biens nationaux (probablement le prieuré ou ce qu'il en reste) pour la somme de 30 688 livres & 7 sous.
En nivôse an II (1793), elle prend le nom révolutionnaire de Bourg-Bon-Accord.

## Géographie
Le domaine était situé au Petit-Senyves, entre Pithiviers et Dadonville; un précepte royal, du 7 avril 1080, indique que l'église est située au-dessus du Gué de l'Essonne ; une charte donnée en 1092 précise que l'église se trouve à la tête du pont, le premier pont de l'Abbaye donc.

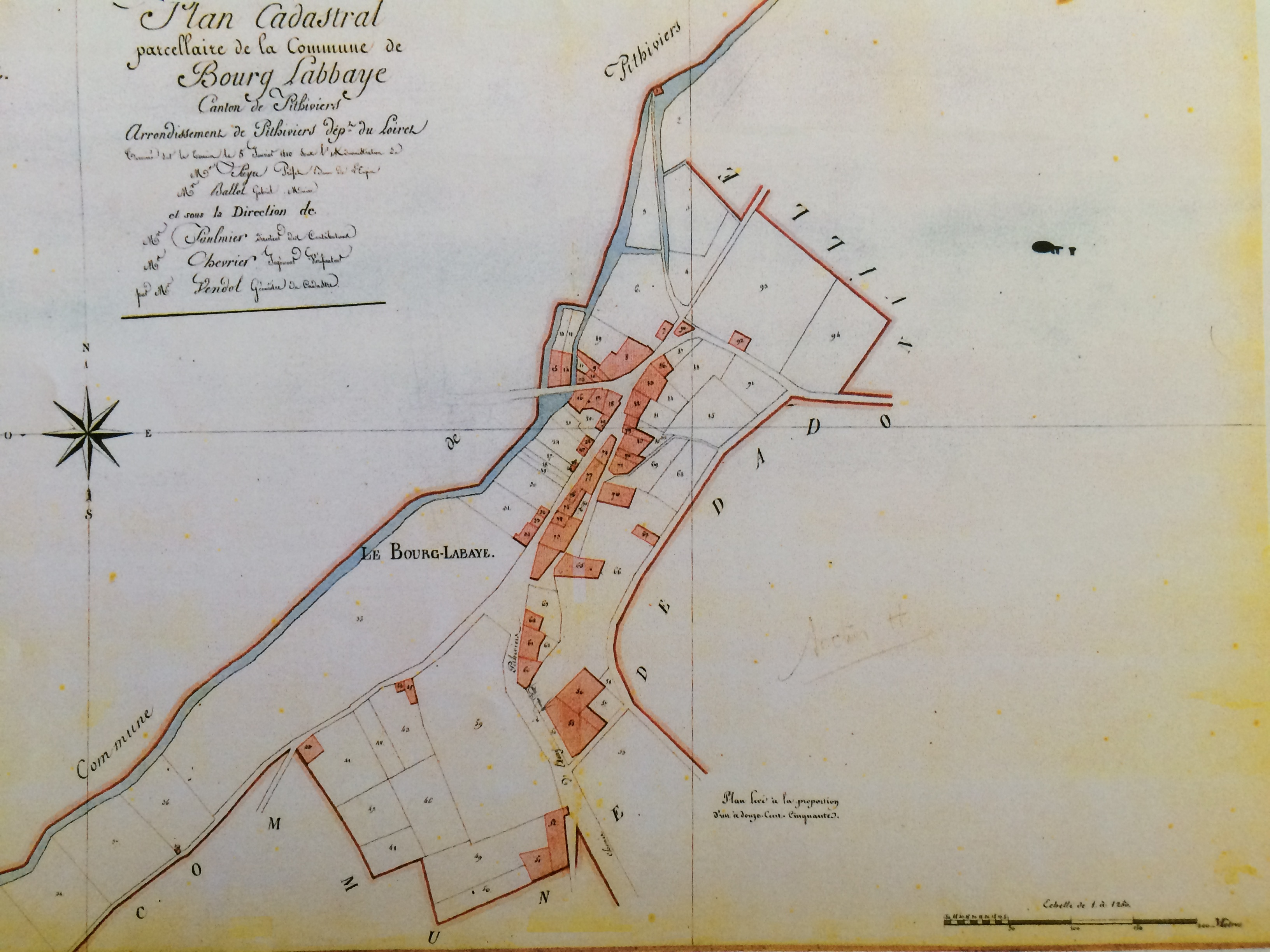
Plan de la commune de Bourg l'Abbaye en 1810 (la parcelle du prieuré est numérotée 66 et les vestiges du prieuré portent le n°65)

Elle était une des plus petites communes de France en superficie : 13 ha 51 ares.
Sa position topographique correspond à la partie du territoire de Pithiviers compris entre la rivière Œuf et la limite communale avec Dadonville. 48° 10′ 01″ N, 2° 15′ 30″ E.

## Prieuré Saint-Pierre: fondation, essor et fin du prieuré
La Fondation
Plusieurs chartes de l'abbaye de Cluny nous permettent de retracer les prémices de la création du prieuré Saint-Pierre de Pithiviers. Tout semble partir d'un don d'Oldéric (Ouldaricus), chevalier du château de Pithiviers et neveu d'Hadéric (Ayricus), évêque d’Orléans, à la communauté des frères de Cluny. Entre 1063-1067, celui-ci décide d'abandonner les coutumes qu'il possédait sur un alleu situé à Senives (Sine Aquis).
Vers 1070, ce premier don à la communauté de Cluny s'accompagne d'un autre plus important. Les seigneurs de Pithiviers, soucieux du rachat de leurs péchés et de ceux de leurs ancêtres, décident de céder un domaine situé à Senives entre Pithiviers et Dadonville (inter Pitueris castrum et Dadonis villam) ainsi que des terres à Guignonville (Guagnoni villam). Hadéric, ancien évêque d'Orléans, cède également des alleux dont la liste sera détaillée en 1080 lors de la confirmation des donations. L'évêque d’Orléans, Raynier de Flandres, profita de cette donation pour consacrer un cimetière sur les terres de Senives et y poser la première pierre d'une église, la future église prieurale. L'ensemble fut probablement enclos derrière un mur.
Ces donations furent confirmées par un précepte royal accordé par Philippe 1er et daté du 7 avril 1080. L'église est alors placée sous le vocable de la Vierge (ecclesia sancta Maria de Pitueris).
Dans une chartes de 1092, l'église est dite « donnée à Dieu et à Saint-Pierre de Cluny ». C’est ce dernier patronage qui restera par la suite pour désigner le prieuré clunisien de Pithiviers. L'église paraît être alors à même d'accueillir les célébrations de l'office divin. Le personnel officiant pourrait donc déjà être formé par un embryon de communauté monastique issue du chapitre de Cluny. En tout cas, il ne peut s'agir de religieux de Pithiviers puisque cette charte instaure des libertés de l'église de Senives par rapport au diocèse et impose que l'office divin n'y soit célébré que pour les seuls habitants de ce lieu. Cette liberté vis-à-vis de l'église Sainte-Croix d'Orléans sera sujette à de nombreux litiges par la suite, provoquant des conflits de juridiction entre l'évêque d'Orléans et le prieur de Saint-Pierre de Pithiviers.
Il est difficile de dater précisément l’installation définitive des moines mais une charte d’octobre 1113 confirme, par la voix du roi Louis VI, les libertés accordées aux moines clunisiens résidant « de l'autre côté du pont de Pithiviers ». L'église y est placée sous les vocables de la Vierge et des Bienheureux Apôtres Pierre et Paul, protecteurs du domaine de Cluny. Une autre charte octroyée au mois de décembre de la même année confirme une nouvelle fois (mais pas au nom de Jean, évêque d'Orléans) aux moines de l'église « Saint-Pierre de Pithiviers » les privilèges qu'ils avaient reçus.
Essor et difficultés du prieuré
Pendant le XIIe siècle, le prieuré Saint-Pierre de Pithiviers, possession de l'abbaye mère de Cluny et protégé par le roi de France, connaît, semble-t-il, une période florissante. La petite communauté de moines vit honnêtement des terres qui lui furent allouées dès l'origine et des autres donations qui vinrent s'y ajouter. Ainsi, en 1130, Louis VI confirmait les donations faites au prieuré par le chevalier Gilbert l’Étranglé (Gilbertus Strangulatus) de ses alleux de Verrine (Vesinis).
En 1131, la sagesse des moines de Saint-Pierre leur valut probablement d'être choisis pour être médiateurs dans un conflit qui opposait l'abbaye de la Sainte-Trinité du Tiron-au-Perche et son prieuré Saint-Laurent de Mareau-aux-Bois au seigneur Simon, fils de Béroard de Pithiviers. Les pourparlers eurent lieu au prieuré Saint-Pierre. L'un d’eux, Guy de Pithiviers, fut secrétaire de Pierre le Vénérable à Cluny au XIIe siècle.
Parmi les maigres sources écrites pouvant fournir quelques informations sur l'histoire du prieuré à l'époque médiévale, il existe des séries de chapitres généraux et de visites effectuées par l'ordre de Cluny. Ainsi apprend-on d'une visite faite en 1289 que deux moines (socii) et un prieur occupaient les lieux. Cet effectif sera constant par la suite. Les visiteurs notèrent laconiquement que « la maison était dans un bon état spirituel et temporel ».
La prospérité, même modeste, de l'établissement due à ses privilèges et aux revenus de ses terres, suscita quelques convoitises et le rapport d'une visite effectuée le 15 avril 1318 en donne une illustration. Le prieur dut défendre énergiquement les droits de l'église et s'opposer fermement aux prétentions de la reine Clémence, veuve du roi Louis X, qui réclamait la garde du prieuré Saint-Pierre. Ses prétentions s'appuyaient sur l'assignation d'une partie de son douaire sur le prieuré. Le prieur refusa et un procès eut lieu devant le Parlement de Paris en présence du roi Philippe V à qui fut confirmée la garde du prieuré Saint-Pierre.
Le prieur paraît devoir lutter également contre les prétentions de l'évêque d'Orléans, comme le signale brièvement la fin de la visite. Des différends au sujet de la juridiction du prieuré l'opposeront régulièrement au diocèse, mais aussi plus largement, à des « personnes puissantes ».
Certains prieurs de la première moitié du XIVe siècle paraissent négliger l’état des bâtiments et contractent des dettes de plus en plus importantes. Le constat est invariablement fait lors des visites et des chapitres généraux. Tantôt il s'agit de reconstruire la grange en ruine, tantôt de réparer le cloître et de refaire une partie de la couverture de l'église. Le manque de livres et d'ornements est régulièrement déploré par les visiteurs et les moines n'hésitent pas à exposer auprès d'eux leurs griefs vis-à-vis du prieuré.
Enfin, la gestion de l'établissement monastique paraît retrouver un état satisfaisant au milieu du XIVe siècle. Le chapitre général de 1357 se contente alors de compter le prieuré Saint-Pierre de Pithiviers parmi d'autres établissements « bien régis ».
Peu de sources nous renseignent sur le bas Moyen-Age et sur la période moderne de l'histoire du prieuré. L'établissement fut, semble-t-il, pillé par une bande conduite par un certain Ruffin en 1357. Nous ne possédons pas d'information majeure jusqu'à l'époque des guerres de Religion qui paraissent avoir provoqué d'importants dégâts sur le prieuré. Au cours du XVIe siècle, à une date qu'il est difficile de préciser, le prieuré entre dans le régime de la commende. Cette pratique précipita la ruine du prieuré Saint-Pierre à l'instar de beaucoup d'autres établissements monastiques du royaume.
Pour exemple, nous citerons le cas le plus éloquent qu'ils nous ait été permis de retrouver parmi les registres d'aveux du prieuré, celui d’Édouard de Coplay (également orthographié Copelet). Devenu prieur commendataire de Saint Pierre en 1733, Édouard de Coplay vit au prieuré avec son frère aîné et la femme de celui-ci. Le 11 mars 1743, une information judiciaire est ouverte à l'encontre du sieur de Coplay par Bernard Cathala, lieutenant de police du bailliage d'Yèvre-le-Châtel. Les raisons qui président à cette information sont clairement énumérées par la suite. Le prieur est accusé de faire « des dégradations considérables voire même [sic] des démolitions aux bâtiments du prieuré […] et entre autres à l'église dont le vaisseau d'une très belle architecture et d'une fort grande élévation, aurait d'autant plus mérité d'être conservé qu'il y a peu d'années qu'on y célébrait la sainte messe ». Il semble donc que l'office n'était plus célébré depuis quelque temps dans l'église du prieuré. Le document ne fait pas non plus état de la présence d'un ou de plusieurs moines. Le lieutenant de police Cathala décide de se rendre le jour même à deux heures au prieuré pour faire les constatations nécessaires. Un état des lieux complet et accablant est dressé. Le prieur sera convoqué par le lieutenant Cathala et on peut supposer que des sanctions, dont nous ignorons tout, furent prises.
La fin du prieuré

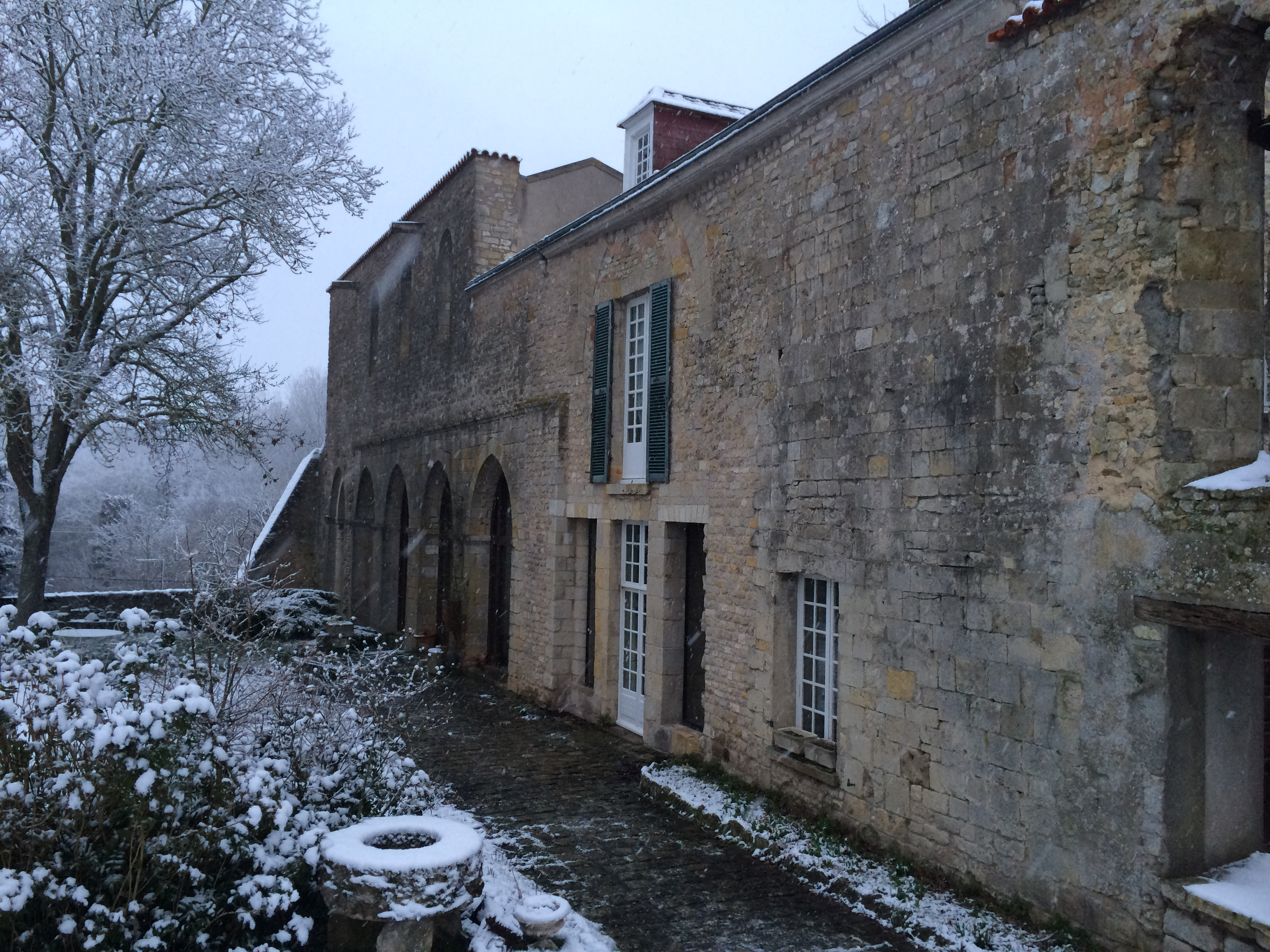
Vestiges du prieuré Saint-Pierre

À la veille de la Révolution, le prieuré ne comptait plus qu'un seul moine. La messe était dite deux fois par semaine dans le chœur conservé de l'église.
Le 3 février 1791, la vente des biens du prieuré vit M. Pierre Lejeune de Bellecour, se porter acquéreur de la maison, c'est-à-dire de l'église du prieuré en grande partie démolie et réhabilitée. Le 26 ventôse an VI (16 mars 1798), il vendit son bien à Claude et Anne Moreau.
La famille Pointeau-Bazinville acheta la maison le 7 mai 1817 et le terrain de l’ancienne église le 16 novembre 1823.
Le 5 juin 1836, Charles Marcille, cultivateur à Lisses (91), racheta la propriété mais la revendit dès le mois de janvier suivant à Maxime Étienne Francheterre, marchand de laine à Pithiviers. Le nouveau propriétaire procédera à des modifications du terrain situé au nord de l'église en faisant bâtir plusieurs murs de séparation et de terrassement. Ces délimitations sont celles qui existent aujourd'hui[Quand ?].